# Eugène Delacroix
Đã hết thời gian dành để chạy kịch bản.
Ferdinand Victor Eugène Delacroix (26 tháng 4 năm 1798 – 13 tháng 8 năm 1863) là một họa sĩ người Pháp theo trường phái lãng mạn. Delacroix là một trong những gương mặt quan trọng của trường phái lãng mạn Pháp, là tác giả của những bức tranh nổi tiếng Liberty Leading the People (1830), Death of Sardanapalus, (1827-8), The Women of Algiers (1834). Ông cũng là một thợ in với những bức minh họa cho các tác phẩm của William Shakespeare, Sir Walter Scott, Johann Wolfgang von Goethe
Là một trong những người nổi bật nhất trong trường phai lãng mạn Pháp,ông đã gần như vượt xa Gericault 40 năm. Trong hội họa, ông đại diện cho màu sắc,cũng như Ingres trong thời đại của ông và những họa sĩ đương thời khác. Những bức họa của ông là những tác phẩm tiêu biểu cho kĩ thuât broad sweeps,những họa tiết hoa văn sống động và những nhóm hình tượng nổi bật. Với nét cọ dày,những tác phẩm của Delacroix trái ngược với trường phái tân cổ điển,những tác phẩm đòi hỏi tính chính xác cao và bề mặt nhẵn

## Gallery

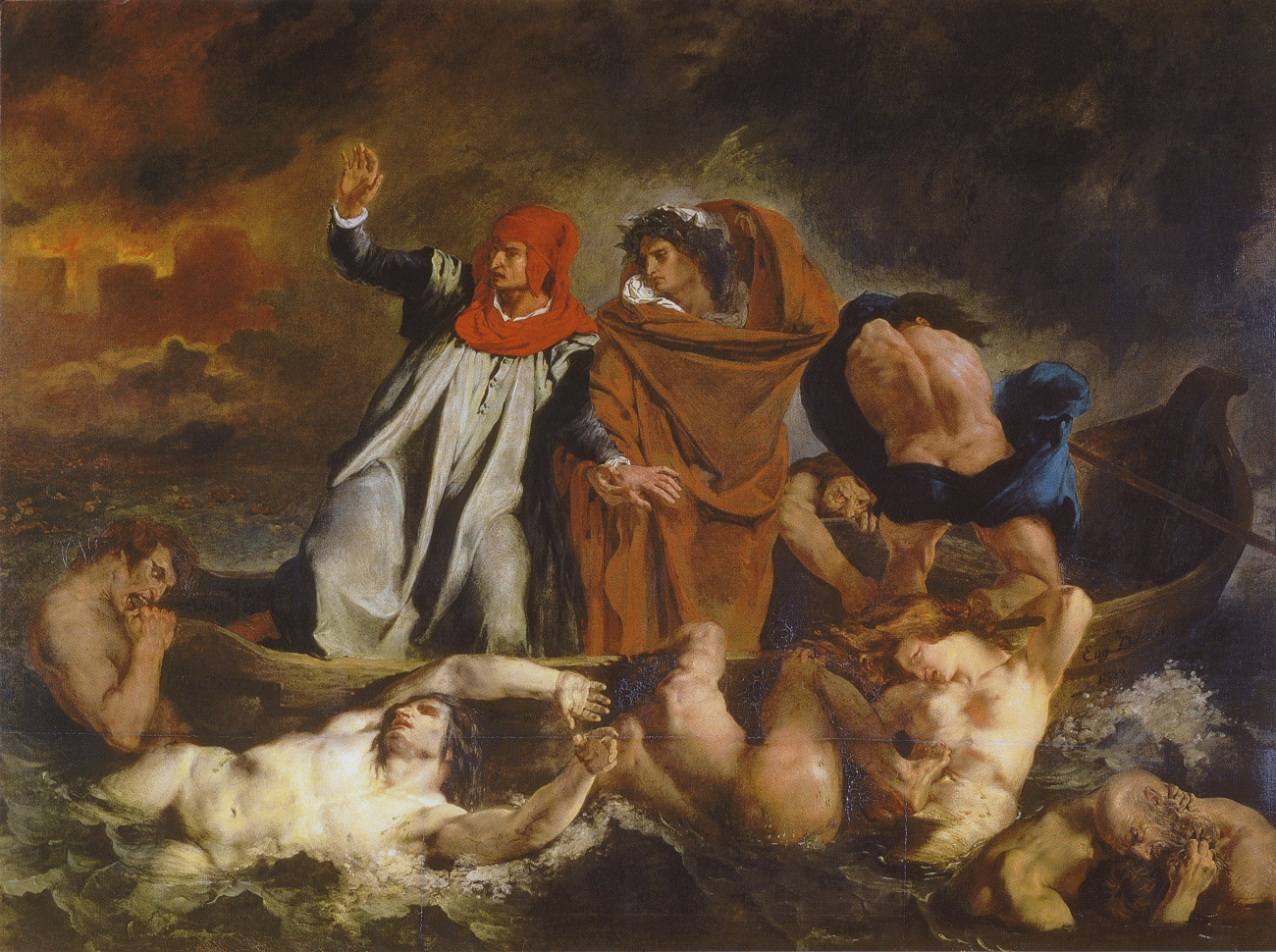
The Barque of Dante, 1822, Bảo tàng Louvre
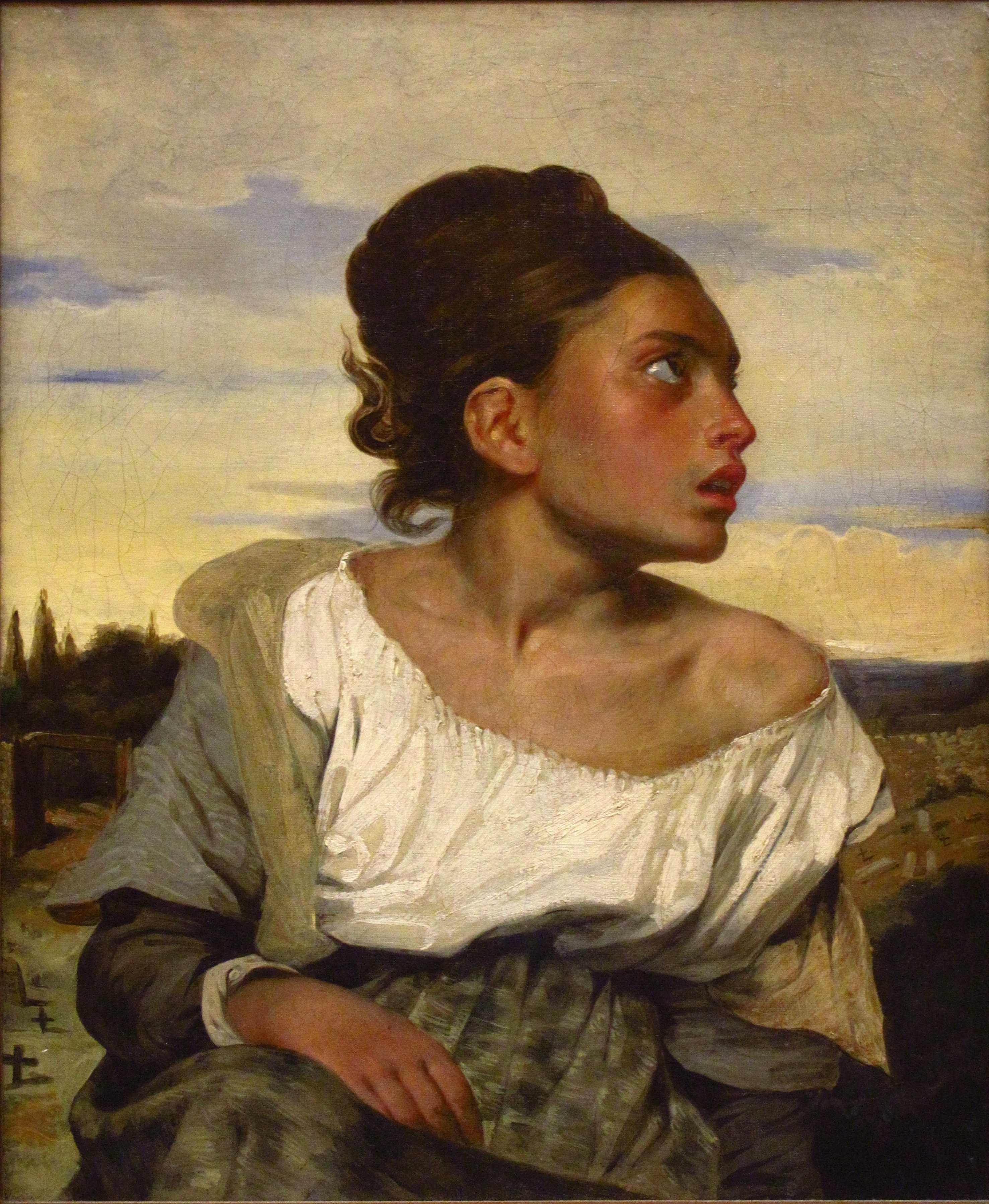
Orphan Girl at the Cemetery, 1823
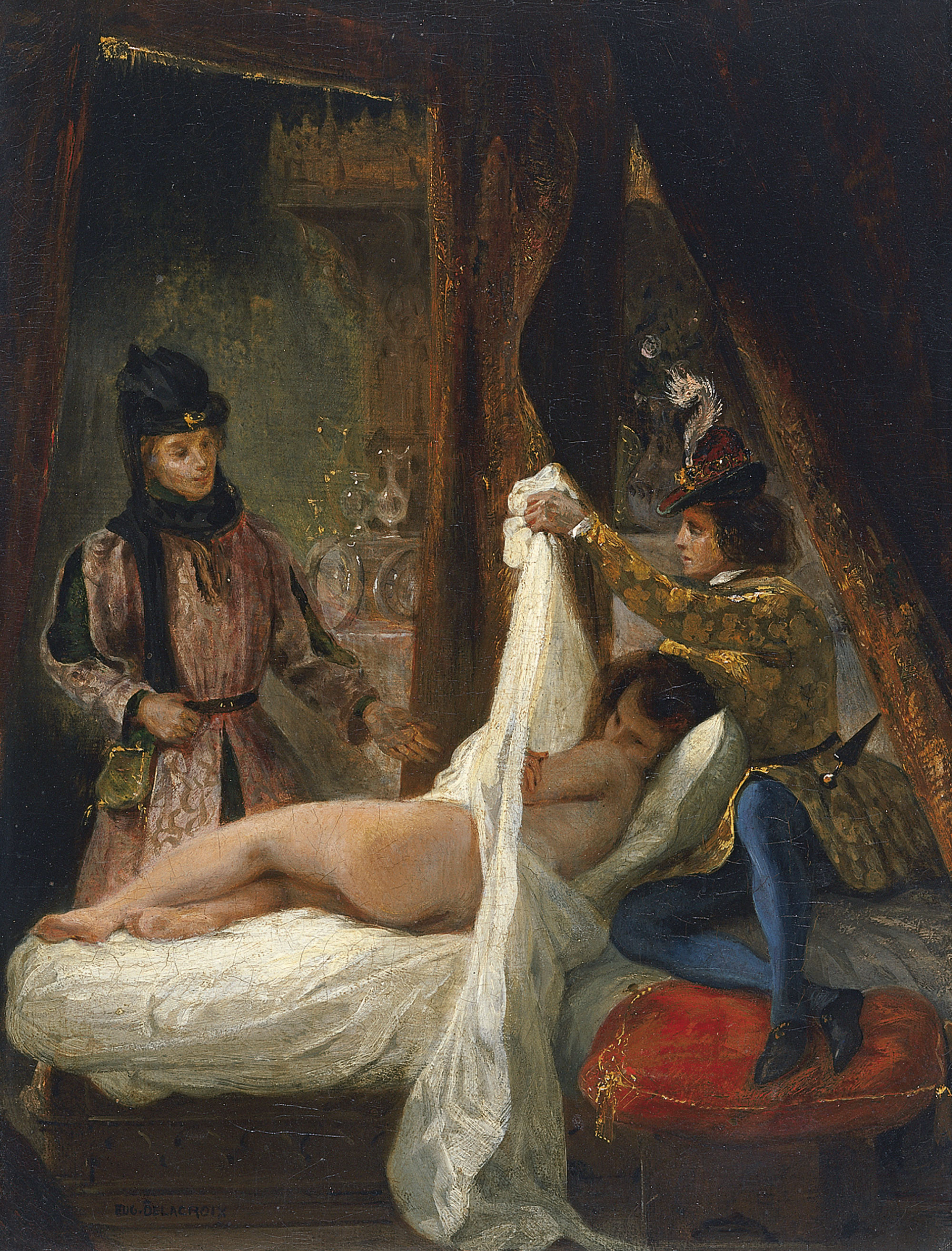
Louis of Orléans Unveiling his Mistress, c1825–26, Thyssen-Bornemisza Collection, Madrid
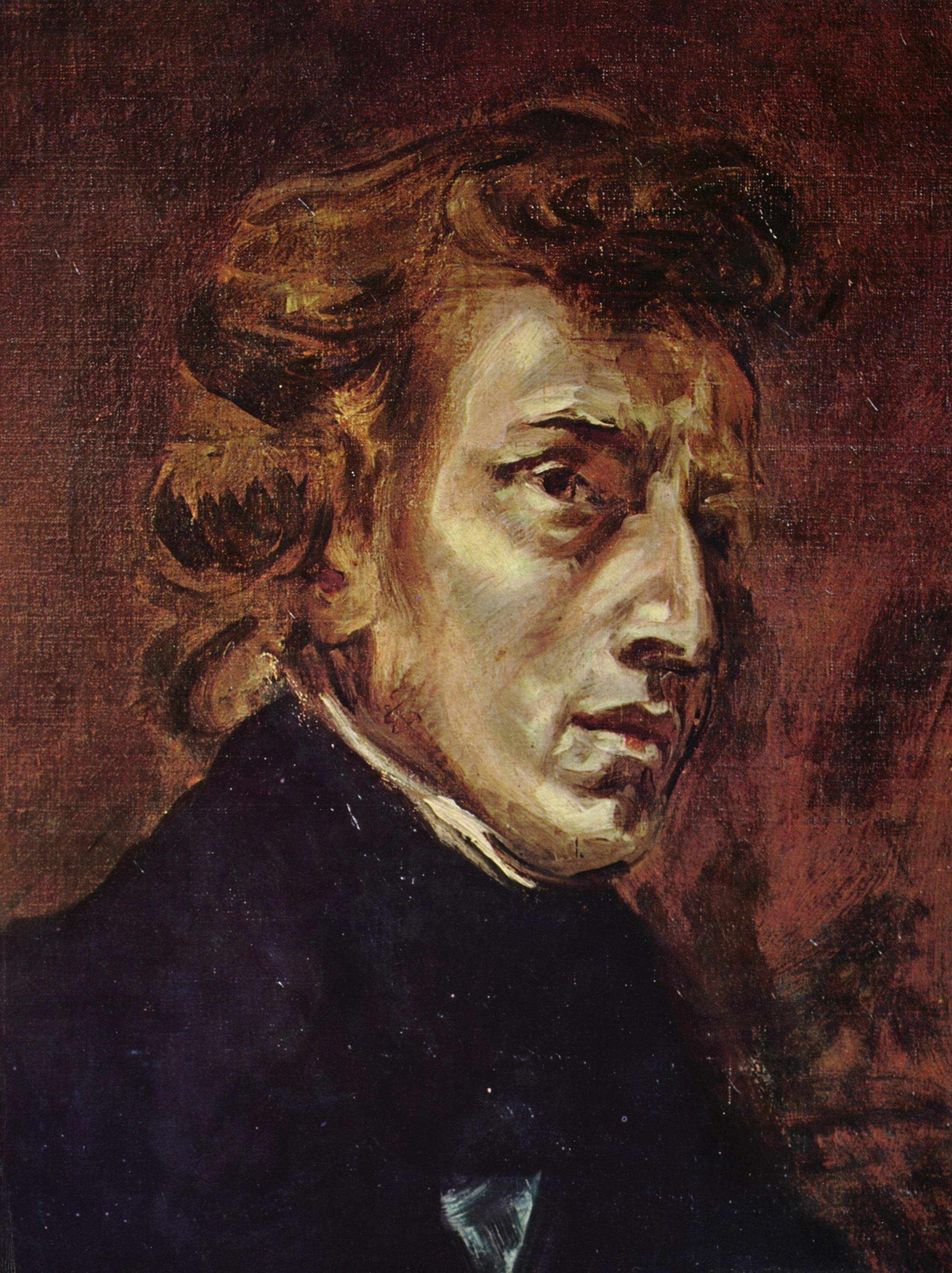
Frédéric Chopin, 1838, Bảo tàng Louvre
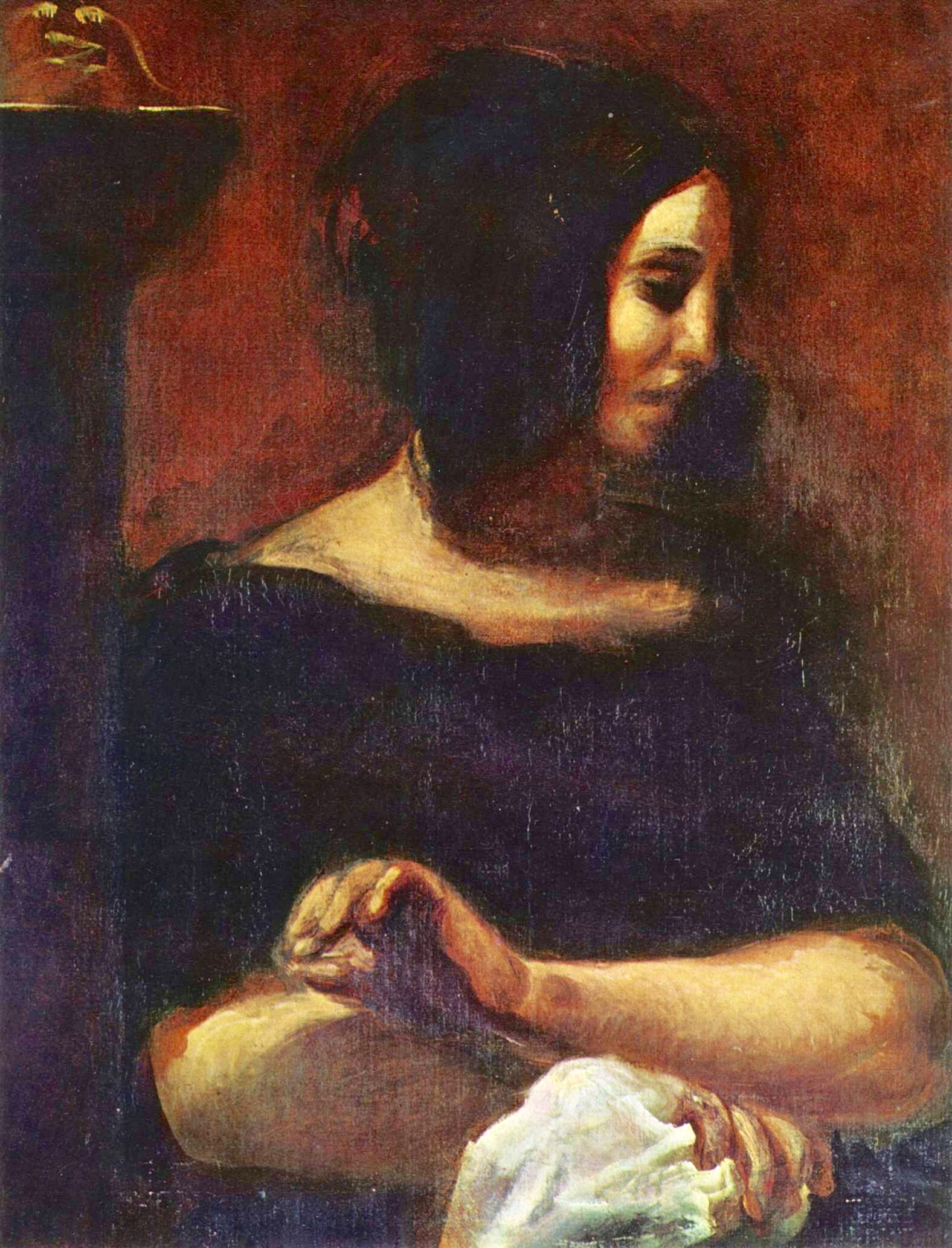
George Sand, 1838, Bảo tàng Ordrupgaard, Copenhagen, Đan Mạch
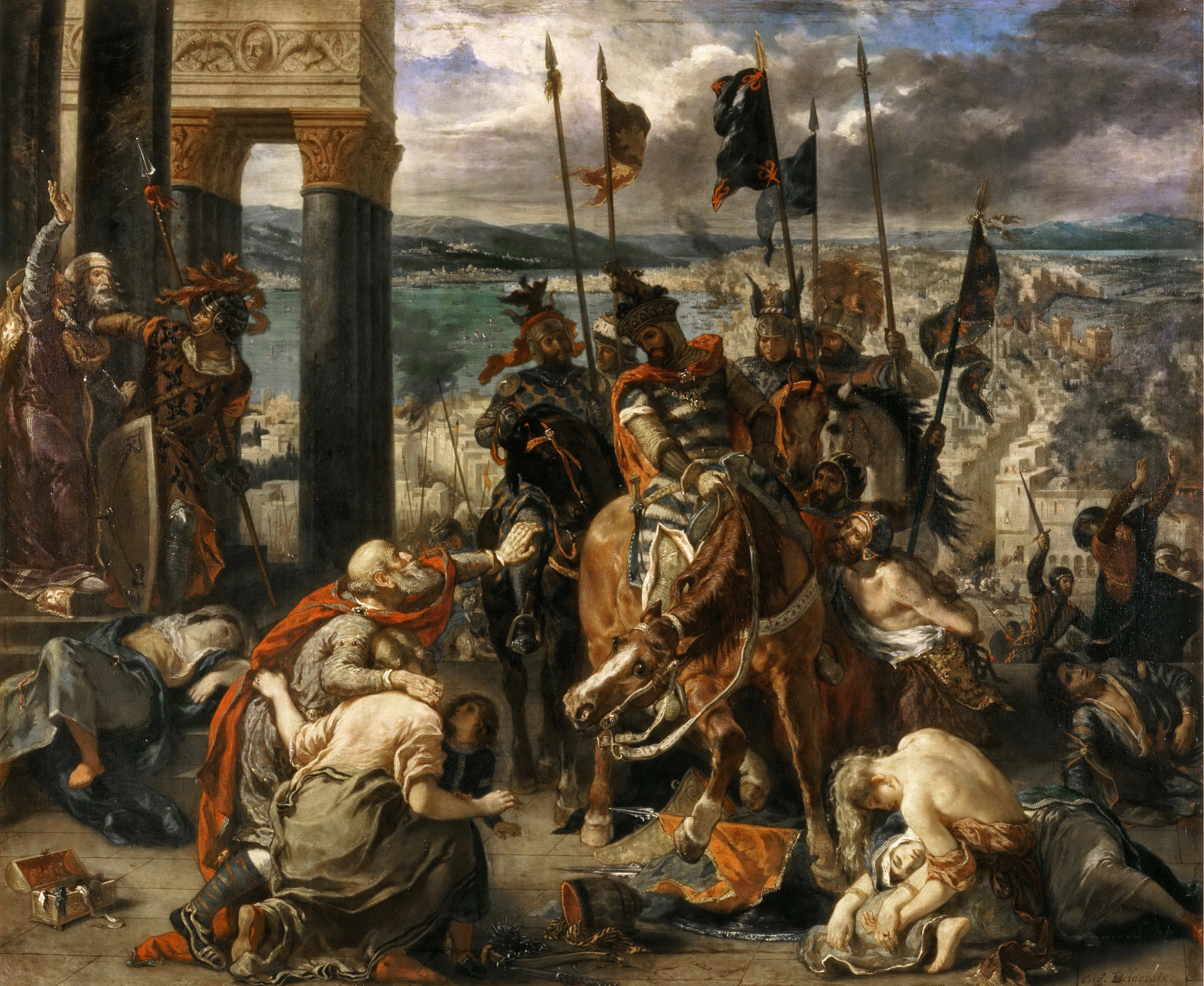
Entry of the Crusaders in Constantinople, 1840, Bảo tàng Louvre
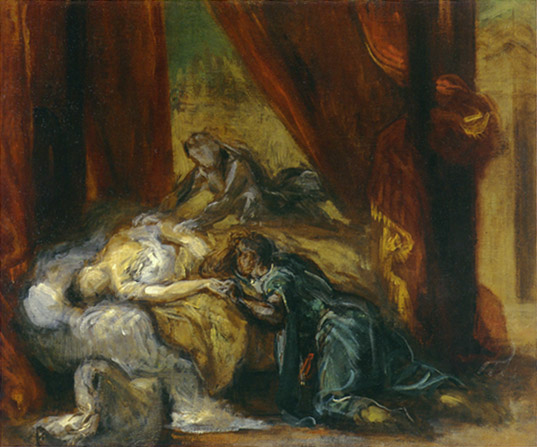
The Death of Desdemona, 1858
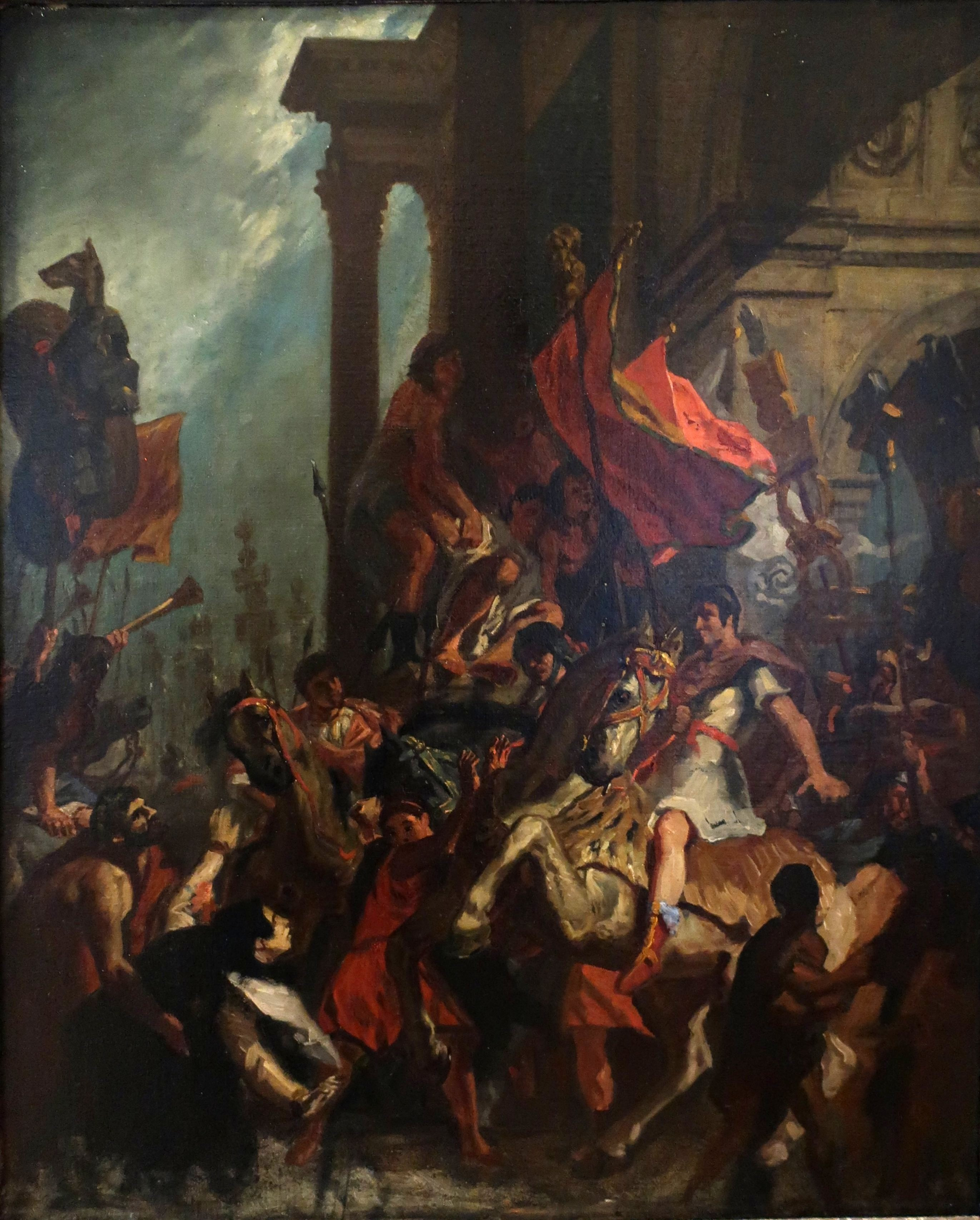
The Justice of Trajan, 1858, tranh dầu trên vải bố, Học viện nghệ thuật Honolulu
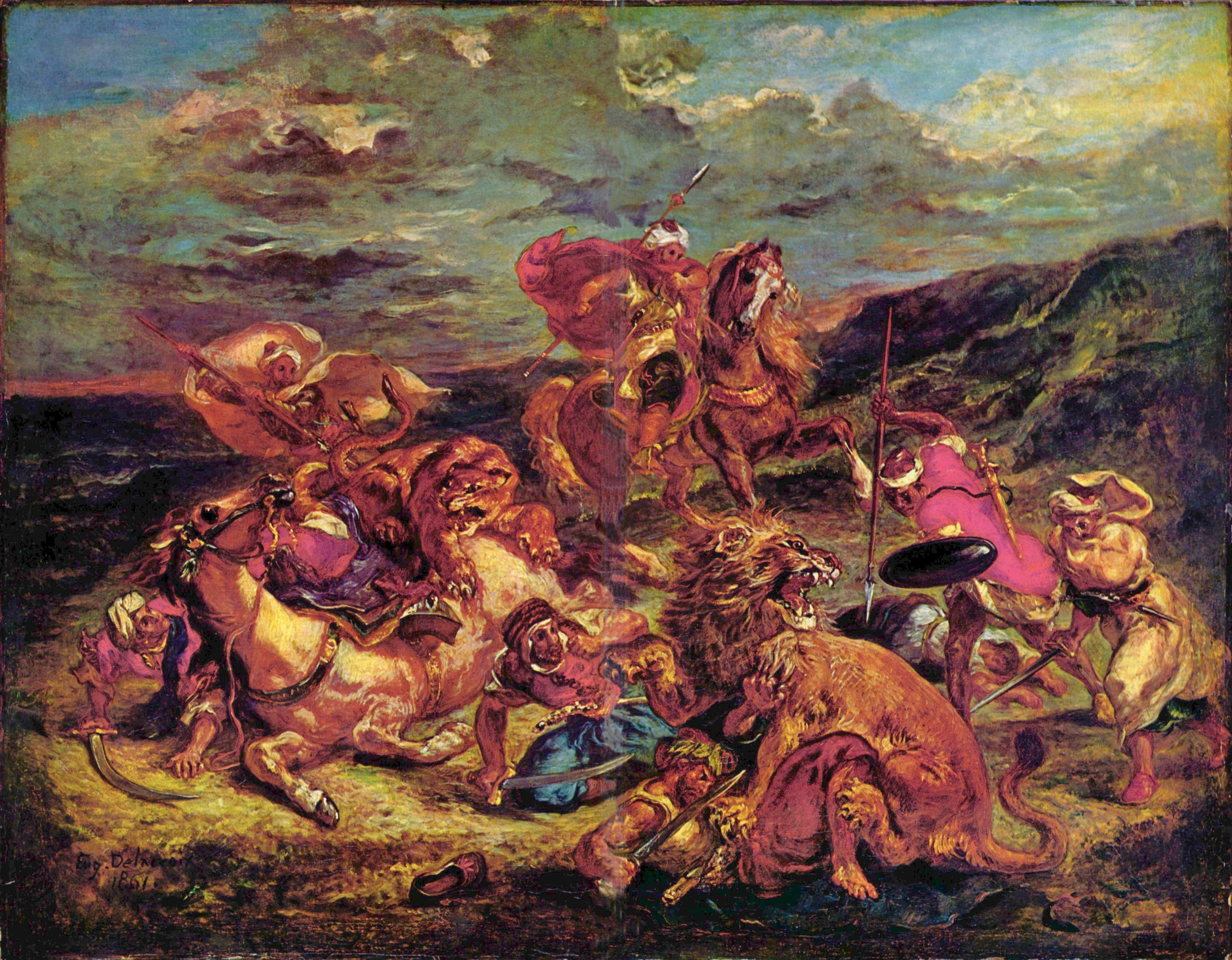
Lion Hunt, 1861, Viện nghệ thuật Chicago